# アントロ
アントロ（フランス語: Introd [ɛ̃tʁo]）は、イタリア共和国ヴァッレ・ダオスタ州にある、人口約700人の基礎自治体（コムーネ）。

## 地理

### 位置・広がり

#### 隣接コムーネ
隣接するコムーネは以下の通り。
- アルヴィエ
- レーム＝サン＝ジョルジュ
- ヴァルサヴァランシュ
- ヴィルヌーヴ

## 行政

### 分離集落
アントロには、以下の分離集落（フラツィオーネ）がある。
- Bioley, Buillet, Chevrère, Crée, Délliod, Junod, Les Combes, Norat, Plan d'Introd, Tâche, Villes Dessous, Villes Dessus